# Edmond de Goncourt
Edmond Louis Antoine Huot de Goncourt (26. květen 1822, Nancy – 16. červenec 1896, Draveil) byl francouzský spisovatel, literární kritik a vydavatel.
Jeho prozaické dílo bývá řazeno k realismu, či naturalismu. Dnes je již jen málo čteno, populární zůstává však jeho deník, který byl vydán posmrtně a jenž bývá považován za cenné svědectví o kulturním světě 2. poloviny 19. století. Goncourt v něm mj. dal nahlédnout do svých antirepublikánských, často silně antisemitských názorů, otevřeně zde hovoří o nemoci svého bratra Julese (syfilis) a obsahuje i mnoho urážek umělců a osobností té doby.
Řadu prací napsal spolu se svým bratrem Julesem de Goncourt. S ním také založil Académie Goncourt, která od roku 1903 uděluje každoročně tzv. Goncourtovu cenu nejlepšímu prozaickému dílu psanému ve francouzštině. Z ceny se postupem doby stalo nejprestižnější francouzské literární ocenění.
Společně s bratrem je také pohřben, a to na pařížském hřbitově Montmartre.

### Próza napsaná s bratrem Julesem
- Histoire de la société française pendant la Révolution (1854)
- Histoire de Marie-Antoinette (1858)

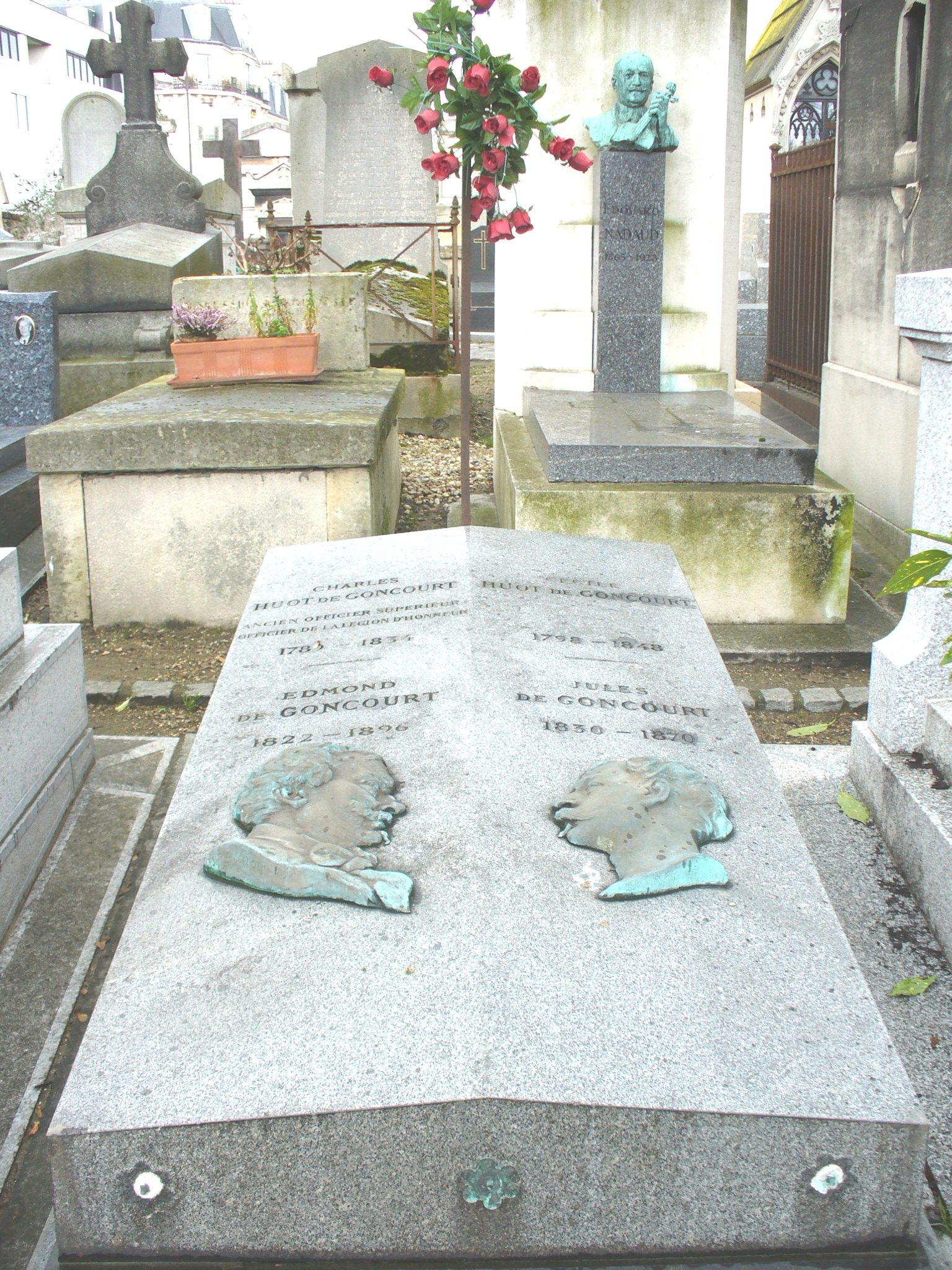
Edmond (vlevo) a Jules de Goncourt na hřbitově Montmartre.

- Charles Demailly (1860)
- Sœur Philomène (1861)
- Renée Mauperin (1864)
- Germinie Lacerteux (1865)
- Idées et sensations (1866)
- Manette Salomon (1867)
- Madame Gervaisais (1869)

### Próza psaná samostatně
- La Fille Élisa (1877)
- Les Frères Zemganno (1879)
- La Maison d'un Artiste tome 1 (1881)
- La Maison d'un Artiste tome 2 (1881)
- La Faustin (1882)
- Chérie (1884)